# Полесский округ

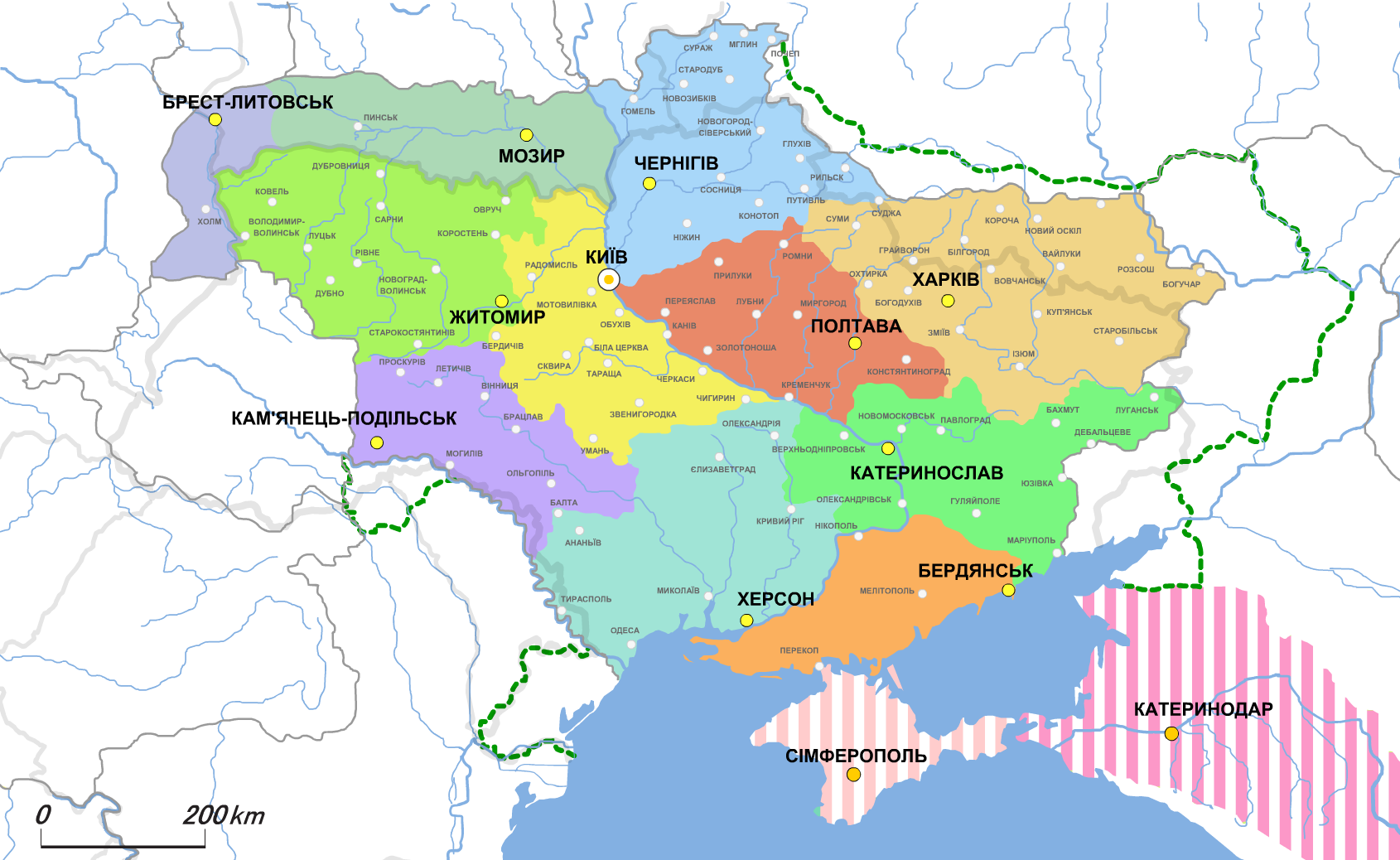
Административно-территориальное деление Украинской державы.
Полесский округ

Поле́сский о́круг — административно-территориальная единица Украинской державы. Создан 14 августа 1918 года по постановлению Совета министров. Административный центр располагался в городе Мозырь. Возглавлялся старостой. Другое название — Поле́сское ста́роство.

## Краткое описание
В состав округа вошли следующие территории Минской губернии:
- Мозырский уезд
- Речицкий уезд
- Пинский уезд
- Южные районы Слуцкого уезда
- Южные районы Бобруйского уезда

Вхождение Полесья в состав Украины было одобрено Германской империей, которая не признавала самостоятельности Белорусской народной республики.